# Campeonato Mundial de Ciclismo BMX de 2008
El XIII Campeonato Mundial de Ciclismo BMX se celebró en Taiyuan (China) entre el 29 de mayo y el 1 de junio de 2008 bajo la organización de la Unión Ciclista Internacional (UCI) y la Federación China de Ciclismo.

## Resultados

### Masculino
| Evento  | Oro                      | Plata                       | Bronce                      |
| ------- | ------------------------ | --------------------------- | --------------------------- |
| Carrera | Māris Štrombergs Letonia | Steven Cisar Estados Unidos | Sifiso Nhlapo Sudáfrica     |
| Cruiser | Thomas Hamon Francia     | Manuel De Vecchi · Italia   | Jonathan Suárez · Venezuela |

### Femenino
| Evento  | Oro                       | Plata                          | Bronce                     |
| ------- | ------------------------- | ------------------------------ | -------------------------- |
| Carrera | Shanaze Reade Reino Unido | Anne-Caroline Chausson Francia | Sarah Walker Nueva Zelanda |
| Cruiser | Magalie Pottier Francia   | Amélie Despeaux Francia        | Sarah Walker Nueva Zelanda |

## Medallero
| Núm. | País           | Oro | Plata | Bronce | Total |
| ---- | -------------- | --- | ----- | ------ | ----- |
| 1    | Francia        | 2   | 2     | 0      | 4     |
| 2    | Letonia        | 1   | 0     | 0      | 1     |
| 2    | Reino Unido    | 1   | 0     | 0      | 1     |
| 4    | Estados Unidos | 0   | 1     | 0      | 1     |
| 4    | Italia         | 0   | 1     | 0      | 1     |
| 6    | Nueva Zelanda  | 0   | 0     | 2      | 2     |
| 7    | Sudáfrica      | 0   | 0     | 1      | 1     |
| 7    | Venezuela      | 0   | 0     | 1      | 1     |
|      | TOTAL          | 4   | 4     | 4      | 12    |